# Christian Specht (Politiker)

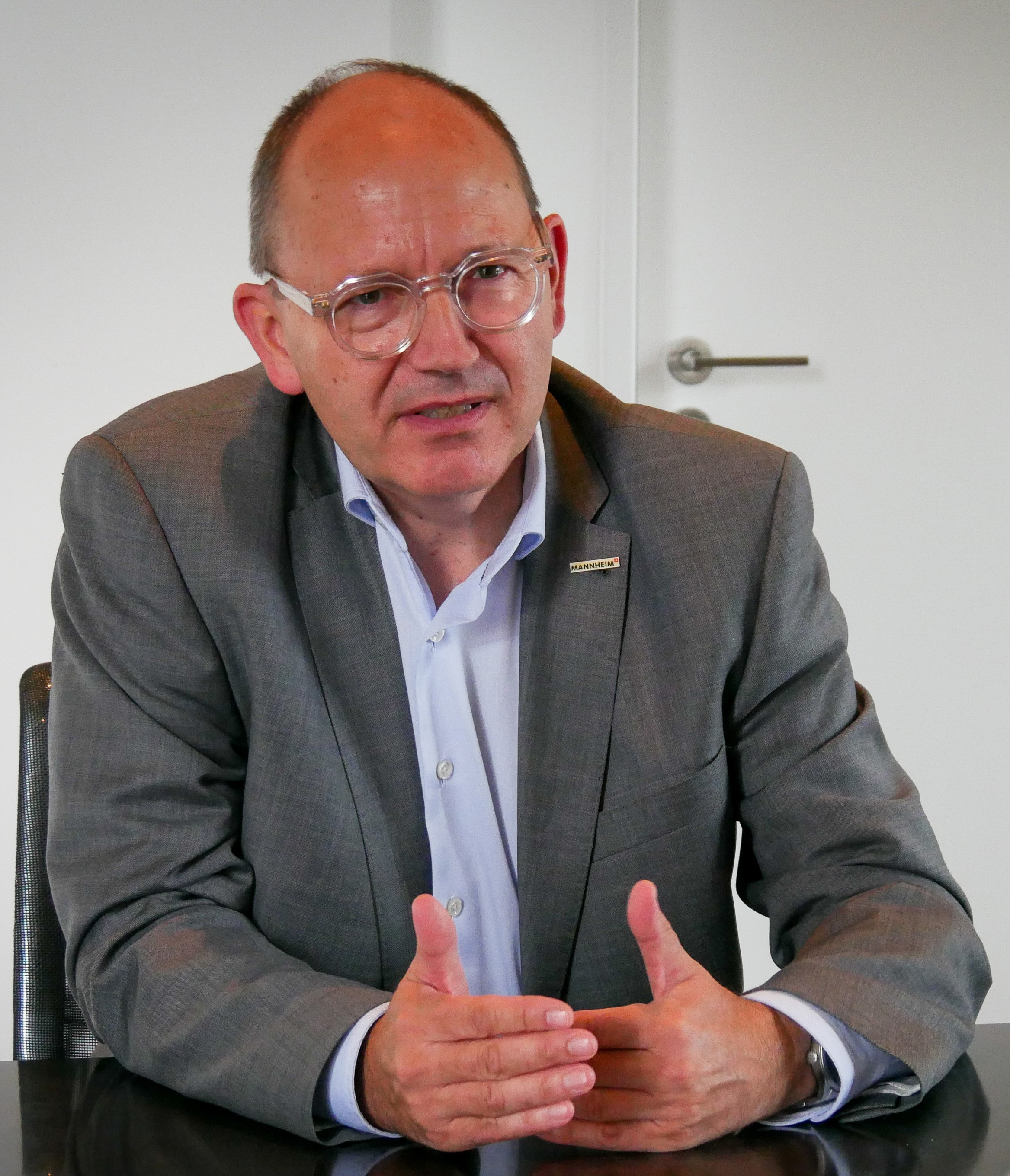
Christian Specht (2024)

Christian Specht (* 20. Juli 1966 in Mannheim) ist ein deutscher Politiker (CDU). Er ist seit dem 4. August 2023 Oberbürgermeister von Mannheim.

## Leben
Specht wurde in Mannheim geboren und wuchs auf dem Waldhof auf, wo seine Eltern eine Drogerie betrieben. Nach seinem Abitur am evangelischen Johann-Sebastian-Bach-Gymnasium in Mannheim studierte Specht an der Universität Mannheim und der Ruprecht-Karls-Universität Heidelberg Rechtswissenschaften. Nach dem ersten Staatsexamen ergänzte er sein Studium um Umweltwissenschaften. Er absolvierte im Rahmen seines Studiums Auslandsstationen bei den Vereinten Nationen in Genf, beim Senat der Vereinigten Staaten in Washington und bei der Haager Akademie für Völkerrecht in Den Haag. Nach seinen Referendariatsstationen u. a. an der Hochschule des Bundes für Verwaltungswissenschaften Speyer und dem Abschluss des zweiten Juristischen Staatsexamen wurde er 1997 Referent beim Raumordnungsverband Rhein-Neckar.
Specht lebt mit seiner Partnerin im Mannheimer Stadtteil Lindenhof und ist Vater von zwei erwachsenen Töchtern.
In seiner Freizeit spielt er Tennis bei TK Grün-Weiss Mannheim und war häufig Teilnehmer beim Mannheim-Marathon.

## Politische Karriere
Specht ist seit 1989 Mitglied der CDU.
Von 1997 bis 2001 war er als Referent beim Raumordnungsverband Rhein-Neckar tätig.
2001 wurde er in Personalunion Direktor des Raumordnungsverbandes Rhein-Neckar, des Regionalverbands Rhein-Neckar-Odenwald sowie leitender Planer der Planungsgemeinschaft Rheinpfalz. In dieser Funktion initiierte er die Europäische Metropolregion Rhein-Neckar und verhandelte einen neuen Staatsvertrag mit den Bundesländern Baden-Württemberg, Hessen und Rheinland-Pfalz zur Gründung des ländergrenzüberschreitenden Verbandes Region Rhein-Neckar.
Von 2005 bis 2008 gehörte er dem Vorstand des CDU-Kreisverbandes Mannheim an. In der Verbandsversammlung des Verbands Region Rhein-Neckar wurde er in den Vorstand der CDU-Fraktion gewählt.
Der Mannheimer Gemeinderat wählte Specht 2005 zum Bürgermeister der Stadt Mannheim. Sein Dezernat umfasste die Bereiche Finanzwesen, Wohnungswesen, Stadterneuerung, Energie- und Wasserversorgung sowie öffentlicher Personennahverkehr. 2007 wurde er als Nachfolger von Mechthild Fürst-Diery zusätzlich zum Ersten Bürgermeister gewählt; sein Dezernat wurde erweitert um die Aufgabenfelder Beteiligungscontrolling, Immobilien sowie Sicherheit und Ordnung.
2015 wurde Specht als Erster Bürgermeister der Stadt Mannheim wiedergewählt. Er war Dezernent für Finanzen, Beteiligungsvermögen, IT, Sicherheit und Ordnung.
Beim Bürgerbarometer des Mannheimer Morgen im März 2015 war Specht zum zweiten Mal der beliebteste Politiker Mannheims.
Specht stärkte im Oktober 2020 dem amtierenden Wahlkreisabgeordneten Nikolas Löbel bei seiner erneuten Nominierung zur Bundestagswahl 2021, die mit einer Mehrheit von 86,15 % der Mannheimer CDU-Mitglieder erfolgte, den Rücken und verwies auf die „dreieinhalb erfolgreichsten Jahre meiner Zeit als Erster Bürgermeister der Stadt Mannheim“. Im März 2021 trat Löbel wegen der Maskenaffäre als MdB zurück und aus der CDU aus. Im Mai 2022 wurde Löbel wegen Untreue und falscher Versicherung an Eides Statt zu einer Geldstrafe verurteilt.
2023 kandidierte Specht bei der Wahl zum Mannheimer Oberbürgermeister, bei der Amtsinhaber Peter Kurz (SPD) nicht mehr antrat, und wurde dabei von der CDU Mannheim, der Mannheimer Liste und der FDP Mannheim unterstützt. Im ersten Wahlgang am 18. Juni 2023 bekam er 45,64 % der Stimmen. Am 9. Juli 2023 gewann er den zweiten Wahlgang mit 49,9 % der Stimmen vor dem Kandidaten der SPD Thorsten Riehle (48,7 %) und dem unabhängigen Kandidaten Uğur Çakir (1,3 %). Aufgrund eines Einspruchs gegen das Wahlergebnis wurde Specht zunächst vom Gemeinderat zum bestellten Oberbürgermeister gewählt. Der Einspruch wurde am 2. August 2023 durch das Regierungspräsidium Karlsruhe zurückgewiesen, womit die Wahl Spechts ihre Gültigkeit erlangte. Er trat sein Amt am 4. August 2023 an und ist damit der erste CDU-Oberbürgermeister in Mannheim seit Josef Braun (1945–1948).

## Engagement und Funktionen
Specht ist stellvertretender Vorsitzender des Finanzausschusses sowie Mitglied des Rechts- und Verfassungsausschusses des Deutschen Städtetags.
Im Städtetag Baden-Württemberg ist Specht zudem Vorsitzender des Finanzausschusses und Mitglied des Rechts- und Verfassungsausschusses. Er ist unter anderem Vorsitzender des Verwaltungsrats des Verkehrsverbund Rhein-Neckar, des Aufsichtsrats der Rhein-Neckar-Verkehr GmbH und der MV Mannheimer Verkehr GmbH sowie unter anderem Mitglied im Aufsichtsrat der MVV Energie. Specht ist seit 2016 Vorsitzender des Vorstands des Institut français Mannheim und Vorsitzender des Vereins Sicherheit in Mannheim e. V.